# Tomáš Pfeiffer
Tomáš Pfeiffer (* 30. srpna 1953) je český psychotronik, biotronik a duchovní učitel. Je žákem léčitele a filozofa Josefa Zezulky. V první polovině 90. let se stal všeobecně známým díky pořadu Seance na TV Nova. V Praze založil Biotronické centrum sociální pomoci a vede rovněž Duchovní univerzitu Bytí. Pořádá koncerty s názvem Společná věc, kde hraje na netradiční hudební nástroj Vodnářský zvon. Založil 38. registrovanou církev  – Společenství Josefa Zezulky.

## Život před rokem 1989
Již v mládí byl nábožensky aktivní. Dle vlastního vyjádření přijal v duchu dědictví Teosofické společnosti přijal telepaticky roku 1977 poselství od tibetských mistrů o nadcházející slovanské éře a o zvláštní roli, kterou v dějinách hraje Československo, a ještě další prorocký text o nadcházejícím Novém věku. Začátkem cesty k jeho současnému postavení ale bylo jeho setkání s léčitelem Josefem Zezulkou, nejspíše v 80. letech 20. století v budově pražské Vysoké školy chemicko-technologické. Zde se Pfeiffer při své pracovní činnosti podílel spolu se Zezulkou na parapsychologických experimentech v Psychoenergetické laboratoři, která pod vedením Františka Kahudy měla na této škole zázemí. Pfeiffer se stal Zezulkovým žákem a po Zezulkově smrti dědicem jeho náboženské filosofie Bytí a jeho léčitelské metody – biotroniky (dále viz Společenství Josefa Zezulky).

## Život po roce 1989
V 90. letech vystupoval Pfeiffer v televizi i dalších médiích. Jeho fotografie s dlaněmi otevřenými směrem k divákovi (s předpokládaným biotronickým působením) se objevovaly v mnoha českých časopisech. 
Ještě za doby spolupráce s Josefem Zezulkou založil v roce 1990 nakladatelství Dimenze 2+2 . Zde jsou vydávány knihy, časopisy, hudební nosiče s výrazným zaměřením na odkaz Josefa Zezulky. 30. března 1994 Duchovní univerzitu Bytí. Přednášky university probíhají po celé republice, zhruba 10x do měsíce. Hraje na alikvótní hudební  nástroj "vodnářský zvon" v koncertech s názvem Společná věc.
V roce 1999 vybudoval v Praze Biotronické centrum sociální pomoci, které včetně lůžkové části a přednáškové místnosti zahrnuje i vegetariánské rychlé občerstvení. Roku 2014 bylo jako církev a náboženská společnost registrováno Společenství Josefa Zezulky. V roce 2023 pořádal jako ředitel Institutu TCIM v Praze Mezinárodní kongres zdraví 2023. 

## Kontroverze
Tomáš Pfeiffer obdržel zlatý Bludný balvan za rok 2007 „za proplétání esoteriky s byznysem při plnění vodnářského poslání“. Občas je některými lékaři i redaktory nazýván šarlatánem, stejně jako mnoho jiných léčitelů.